# Oliveira
Oliveira är en kommun i Brasilien.   Den ligger i delstaten Minas Gerais, i den sydöstra delen av landet, 600 km sydost om huvudstaden Brasília. Antalet invånare är 39 469.
Omgivningarna runt Oliveira är huvudsakligen savann. Runt Oliveira är det glesbefolkat, med 19 invånare per kvadratkilometer.